# Spruitenstroompje
Het Spruitenstroompje is een zijbeek van de Reusel.
Het beekje ontspringt als Hoogeindsche beek aan de Nederlands-Belgische grens ten zuidwesten van Esbeek, stroomt door het Landgoed de Utrecht oostelijk langs Esbeek en Hilvarenbeek en aan de westkant van het natuurgebied Annanina's Rust. Hier mondt een nog kleiner beekje, de Roodloop, in het Spruitenstroompje uit. Ten oosten van Biest-Houtakker gaat de beek onder het Wilhelminakanaal door en even verder mondt het in de Reusel uit.